# 一瞬の夢
『一瞬の夢』（いっしゅんのゆめ、原題: 小武）は、ジャ・ジャンクー監督・脚本による1997年の中国・香港合作のドラマ映画である。1998年のナント三大陸映画祭にて、金の気球賞（グランプリ）を受賞した。

## あらすじ
山西省汾陽市。スリで生計を立てているシャオウー（ワン・ホンウェイ）が帰郷する。彼は、かつて仲間だったヨン（ハオ・ホンジャン）が結婚することを知らされる。シャオウーは祝い金をたずさえて、ヨンの結婚式場を訪れる。しかし、実業家として成功を収めているヨンに歓迎されることはなく、結婚式場を立ち去ることになる。
シャオウーはカラオケ・バーに立ち寄り、ホステスのメイメイ（ズオ・バイタオ）と出会う。やがて、2人は店の外でデートするようになる。メイメイが病気で欠勤した際には、シャオウーは彼女のアパートメントへ見舞いに訪れる。シャオウーはメイメイに惹かれていく。しかし、メイメイはアパートメントを引き払い、シャオウーの前から姿を消す。
スリを働いた罪により、シャオウーが逮捕される。警察官はシャオウーを連れて警察署へ向かう。その道中、警察官はシャオウーを手錠で路上につなぎ、その場を離れる。路上に座りこんだシャオウーは市民に取り囲まれて、好奇の視線を向けられるのであった。

## キャスト
- ワン・ホンウェイ - シャオウー
- ハオ・ホンジャン - ヨン
- ズオ・バイタオ - メイメイ

## 受賞
- 1998年 - ベルリン国際映画祭 - 最優秀新人監督賞
- 1998年 - ベルリン国際映画祭 - 最優秀アジア映画賞
- 1998年 - プサン国際映画祭 - グランプリ
- 1998年 - バンクーバー国際映画祭 - ドラゴン&タイガー賞
- 1998年 - ナント三大陸映画祭 - 金の気球賞（グランプリ）
- 1999年 - サンフランシスコ国際映画祭 - SKYY賞
- 1999年 - リミニ国際映画祭 - 最優秀作品賞[2]